# Bruno Rodzik
Bruno Rodzik (Giraumont, 29 maggio 1935 – Thionville, 12 aprile 1998) è stato un calciatore francese, di ruolo difensore.

## Carriera
Con la maglia dello Stade Reims vinse per 3 volte il campionato francese (1958, 1960 e 1962) e per una volta la Coppa di Francia (1958).